# Kiger Mustang
Vous lisez un « article de qualité » labellisé en 2021.
Le Kiger Mustang (en français : Mustang de Kiger) est une lignée du cheval féral d'Amérique du Nord nommé Mustang, provenant de l'Oregon, aux États-Unis. Il est très proche des chevaux importés par les colons européens au XVIIe siècle. Les premiers chevaux présentant une conformation et des caractéristiques spécifiques ont été nommés ainsi en 1977 ; le nom de Kiger Mustang s'est ensuite transmis à leurs descendants.
La conformation du Kiger Mustang rappelle les chevaux ibériques primitifs, avec une robe généralement bai dun (également appelée isabelle en France) ou souris, bien que les couleurs plus classiques du cheval soient aussi représentées. Leur apparence compacte et musclée, leur couleur et leur phénotype font de ces Mustangs certains des chevaux les plus recherchés par des acheteurs privés quand des individus sont prélevés des hardes de Mustang sauvages par le Bureau of Land Management (BLM). Le BLM capture des chevaux dans les deux zones d'établissement du Kiger Mustang trois à quatre fois par an, et vend les individus excédentaires au public, renvoyant les chevaux qui correspondent à la coloration et au phénotype souhaités sur leurs terres d'origine, en échangeant parfois des chevaux entre les deux troupeaux pour maintenir la diversité génétique. Les chevaux en propriété privée peuvent être enregistrés dans plusieurs associations de race, la plus importante et la plus ancienne étant l'association Kiger Mesteño, créée en 1988.
La renommée de cette population de Mustang s'est fortement accrue à partir de 2002, grâce au film d'animation Spirit, l'étalon des plaines.

## Dénomination
Généralement, le nom de « Kiger Mustang » (« Mustang (de) Kiger ») est appliqué aux chevaux sauvages gérés par le Bureau of Land Management (BLM) dans deux zones du sud-est de l'Oregon, et celui de « Kiger Horse » (cheval Kiger) aux animaux domestiques détenus par des particuliers, descendants de cette population sauvage. Le BLM considère en effet qu'un cheval qui n'est pas né en liberté n'est pas un Mustang.
Le nom se prononce « Kie'-grr » . Un synonyme est « Kiger Mesteño », le nom « Riger » est en revanche erroné.

## Histoire

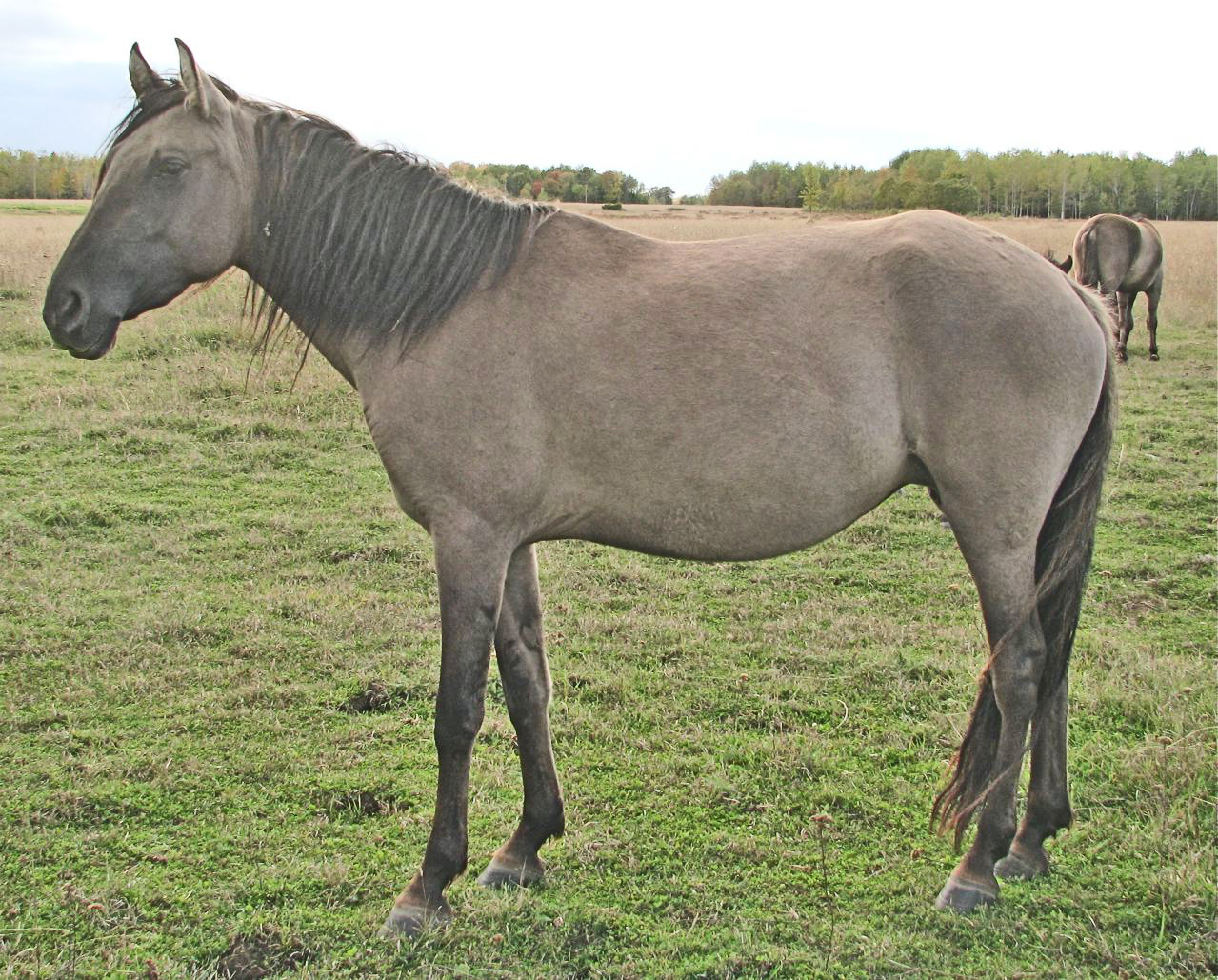
Ciente, jument Kiger Mustang de robe souris, à la Ravenseyrie Sorraia Mustang Preserve sur l'île Manitoulin, Ontario, Canada.

Le mélange entre les différents chevaux perdus par les colons américains a été nommé « Mustang »,. Des chevaux de trait se sont mêlés aux chevaux coloniaux originels,. Dans les années 1970, il a été supposé qu'en raison de trop nombreux croisements, les premiers chevaux coloniaux, de type espagnol, avaient définitivement disparu,.

### Découverte
Ces chevaux sont d'abord évoqués par une rumeur et une tradition orale, sous le nom de « Oreana », issu de leur raie de mulet bien visible.
En 1971, le BLM entreprend une action de comptage des hardes de Mustang, et repère un type particulier de Mustang lors d'un round-up dans l'Oregon. Un nouveau round-up est mené en 1976, permettant de capturer un étalon et six juments de robe inhabituelle et de bonne conformation. En septembre 1977, l'employé du BLM Ron Harding, identifie un groupe de chevaux avec ces mêmes caractéristiques (robe exprimant le gène Dun, zébrures aux membres et morphologie ibérique) dans la Kiger Gorge, au sud-est de l'Oregon,. La harde est au total composée de 27 animaux, d'une homogénéïté remarquable.
Il est présumé que le Kiger Mustang soit le descendant direct d'animaux importés par les Conquistadors espagnols. Pour empêcher une disparition éventuelle de cette population en cas de catastrophe naturelle, en 1979, le BLM sépare la harde en deux, envoyant sept ou huit chevaux dans les montagnes Riddle, au Nord de la Kiger Gorge. Les autres chevaux restent dans leur biotope originel, dans ce qui devient connu comme la Kiger Herd Management Area. La capacité d'accueil de ce biotope est alors estimée à 20 à 30 têtes. À l'origine, un plan de gestion différencié est mis en place, les chevaux de robe bai dun et noir dun (souris) étant placés dans un groupe, ceux avec des raies de mulet et des marques noires aux oreilles dans l'autre.

### Mobilisation associative
La Kiger Mesteño Association est créée en 1988 pour aider à la préservation de cette population,, avec l'aide de Ron Harding. Elle ouvre son stud-book (registre généalogique) la même année,.
Le plan de gestion est modifié à la fin des années 1980 afin de permettre une homogénéité entre les chevaux de la Kiger Gorge et ceux des montagnes Riddle. En 1988, deux juments de robe dun, issues de la harde voisine de Sheepshead, sont ajoutées à la population du Kiger Mustang, mais aucun croisement extérieur n'a eu lieu depuis, d'après les officiels du BLM. En 1995, 1 358 personnes se présentent pour obtenir à l'adoption l'un des 83 Kiger proposés à la vente. Le Steens Kiger Mustang Registry est créé en 1996. En 1999, un prix record de 19 000 dollars est atteint par une pouliche Kiger, ce qui attire l'attention d'Associated Press, car il s'agit du plus haut prix jamais payé pour un Mustang,,.
En 2015, une controverse oppose des citoyens américains aux officiels du BLM, sur fond d'accusation de vouloir capitaliser sur la valeur économique du Kiger Mustang, en capturant de trop nombreux chevaux pour les vendre, et en ne gardant qu'un petit nombre d'animaux aux caractéristiques définies, au risque d'appauvrir leur diversité génétique.

## Description

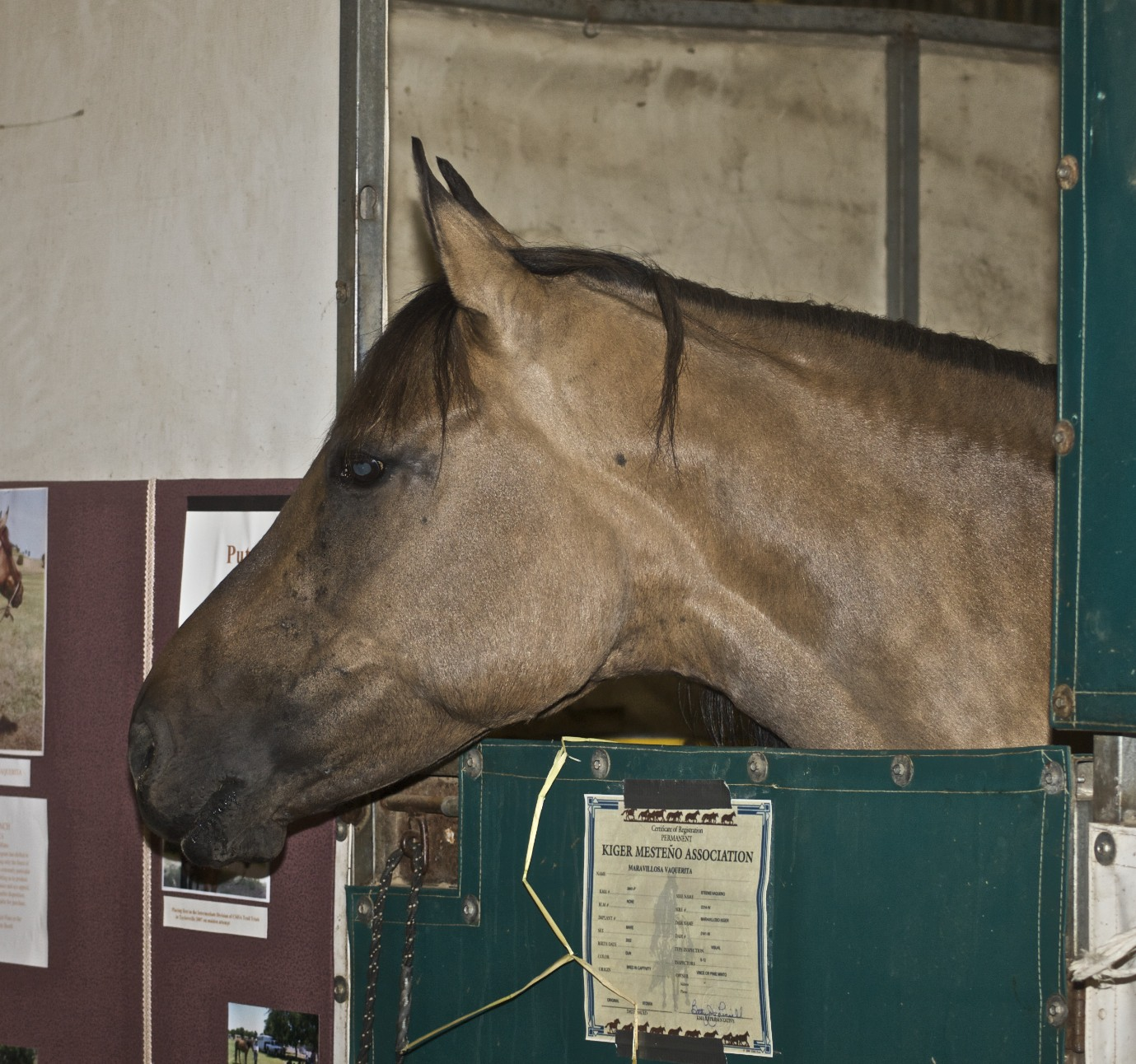
Tête d'un Kiger Mustang.

Le Kiger Mustang présente nettement des caractéristiques ibériques, notamment la conformation typique du cheval ibérique primitif. Il montre une convergence avec la race portugaise du Sorraia. Il semble avoir conservé ce type grâce à l'isolement de son biotope. La taille moyenne, tant d'après Judith Dutson, que selon Bonnie Lou Hendricks (université de l'Oklahoma) et CAB International (CABI), est de 1,42 m à 1,52 m,,. Le registre Steen's Mountain Kiger demande une taille de 1,44 m à 1,52 m.
Le poids est d'environ 318 à 378 kg.

### Morphologie
La conformation recherchée par la Kiger Mesteňo Association (KMA) est celle d'un bon cheval de selle. L'apparence générale est compacte, légère à modérément musclée. La morphologie de la race a évolué avec la sélection, vers un cheval plus grand, au profil de tête moins convexe, voire sans convexité.
La tête, recherchée petite à moyenne, est de profil rectiligne ou légèrement convexe,. Les yeux sont placés haut sur la tête, et présentent une forme d'amande,. Les oreilles sont petites à moyennes, et incurvées vers l'intérieur,,. L'encolure est musclée et arquée, avec une attache de gorge nette,. La poitrine est étroite et profonde, les épaules sont musclées. Le garrot est long et sorti,. Le dos est court, la croupe légèrement inclinée, avec une queue attachée bas. Les jambes sont longues et fines, avec des articulations solides, des canons courts à moyens, et plats. Les pieds sont extrêmement solides, avec une corne noire.

### Robe

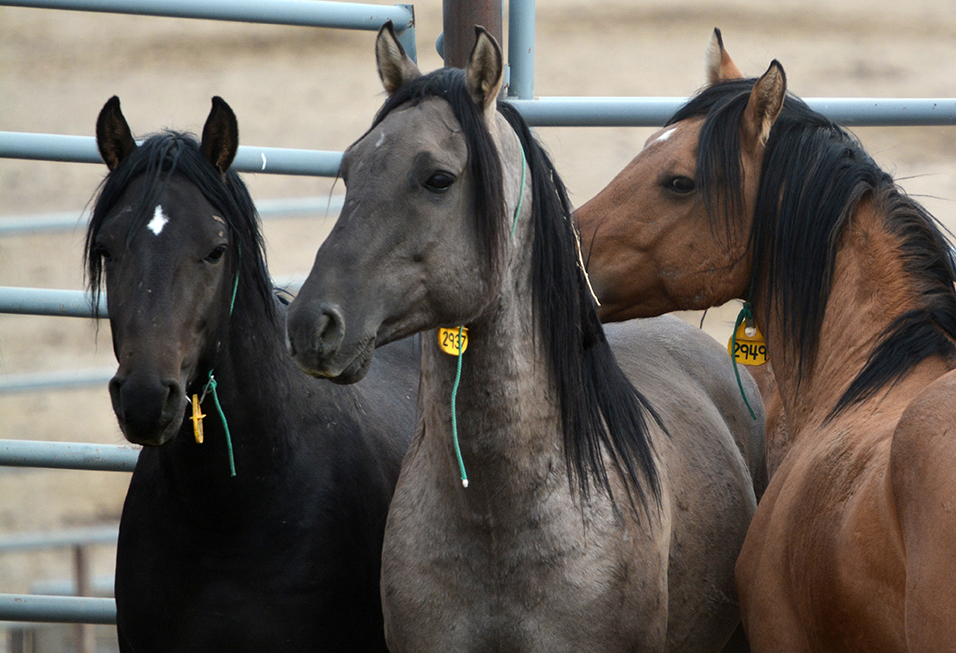
Groupe d'étalons Kiger Mustang portant des robes variées : souris (noir dun) au centre, bai dun à droite, et noir ou bai-brun à gauche, avec une marque blanche en-tête.

La robe exprime très souvent le gène Dun, le plus souvent sous la forme du bai dun ou du noir dun (ou souris),,. Les autres expressions de ce gène, notamment l'alezan dun, sont possibles bien que moins fréquentes. Les robes de base bai et noir sont représentées, de même que le rouan, selon CABI. La robe dite claybank exprime à la fois le gène Dun et le gène Crème.
La raie de mulet est systématique, ces chevaux présentent aussi d'autres marques primitives telles que les zébrures aux membres et la crinière bicolore.
Le BLM sélectionne au possible les chevaux de robe bai dun et noir dun, mais autorise aussi les marques blanches, ainsi que d'autres couleurs de robe n'exprimant pas le dun. Des chevaux de robe non-conforme (bais et noirs) continuent périodiquement de naître dans les deux hardes. Il est présumé que l'intérêt public fort pour cette race provienne, au moins en partie, de sa couleur de robe,.

### Tempérament et allures
Certains sujets disposent d'allures supplémentaires, et se déplacent à l'amble lorsqu'ils sont en liberté. Ces chevaux se montrent vifs et agiles, ils sont réputés pour leur intelligence, leur courage, leur pied sûr, et leur endurance,.

### Génétique et conservation
La plupart des Kiger actuels descendent d'un unique étalon, Mesteño (dont le nom sigifie « sauvage » en espagnol), capturé avec la harde originale en 1977, et relâché ensuite dans les monts Kiger. La biologiste Anna Drake a supposé qu'une mutation spécifique, ou plusieurs, soient survenues chez le Kiger. Une analyse génétique est finalement demandée au Dr E. Gus Cothran de l'université du Kentucky durant les années 1990, permettant de conclure que ces Mustangs relèvent d'un groupe génétiquement distinct des autres Mustangs, disposent d'une bonne diversité génétique, et sont plus hautement apparenté aux chevaux espagnols modernes que les autres Mustangs,. Il est cependant probable que le Kiger, comme d'autres population chevalines réduites, ait subi un goulet d'étranglement génétique au cours de son histoire. Afin de maintenir la diversité génétique, le BLM envoie régulièrement des chevaux de la harde de Kiger vers celle des Riddle Mountain, et inversement,.
Les multiples sociétés de race qui œuvrent à la multplication du Kiger ont des objectifs et des critères différents. Il existe deux registres de race. La Kiger Mesteňo Association et le Steens Mountain Kiger Registry (SMKG) acceptent n'importe quel cheval tant que ses origines peuvent être retracées aux animaux d'une des deux hardes sauvages de Kiger Mustangs, et gèrent donc un stud-book fermé aux croisements extérieurs, estimant qu'il s'agit de la seule manière de préserver l'intégrité de la race,. Le SMKG tient néanmoins un registre de chevaux partiellement Kiger, et encourage le recours aux tests ADN de filiation. Ces deux registres de race sont en cours de fusion en 2015.
Le Kiger est considéré comme le plus « pur » des Mustangs espagnols, ce discours relatif à la « pureté » » de la race tenant une grande importance. Il existe une controverse quant à l'usage de la dénomination de « Kiger Mustang », certains Américains estimant que des chevaux venus des régions de Sand Springs, Warm Springs, des Potholes, de Palomino Butte, du Nevada et de l'Utah, seraient des Kiger Mustang. Le BLM considère comme Kiger Mustangs les seuls chevaux issus des gorges de Kiger et des monts Riddle.

## Utilisations

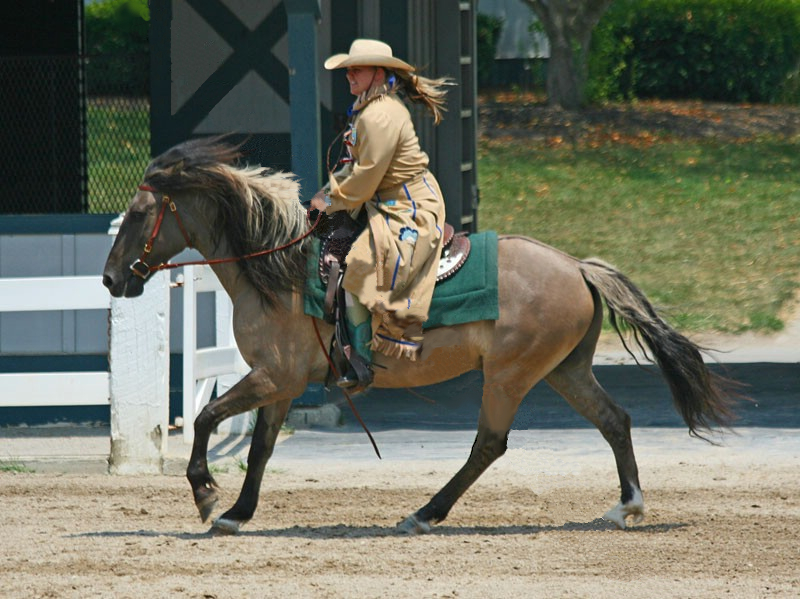
Kiger Mustang en monte western.

En dépit de son statut originel de cheval sauvage, le Kiger Mustang est devenu un animal domestique populaire. Les chevaux issus d'élevages domestiques sont accoutumés au contact humain dès leur plus jeune âge.
La race convient à l'équitation de travail, dans la mesure où elle possède le sens du bétail. La race est également apte à la randonnée équestre, aux parcours d'endurance, et à l'équitation de loisir. En reining, le Kiger a été popularisé par Kiger Cougar, un étalon sauvage qui a participé en démonstration aux championnats du monde à Reno, en 1992,. En 2006, un autre Kiger, Spirit of Casey Tibbs, affronte 200 concurrents de race Quarter Horse.
Une jument Kiger Mustang nommée Ciente est intégrée depuis 2006 au programme d'élevage du Ravenseyrie Sorraia Mustang Preserve, à Gore Bay, en Ontario (Canada), dont l'objectif est de reconstituer le « tarpan ibérique ».

## Diffusion
Le Kiger Mustang est rare. La race n'est pas référencée par la base de données DAD-IS de la FAO, ni par l'étude des niveaux de menaces sur les races de chevaux menée par l'université d'Uppsala en août 2010.
Ces chevaux proviennent de la gorge de Kiger, près de Steens Mountain, dans l'Est de l'Oregon, à environ 50 miles au sud-est de la ville de Burns. C'est un milieu de collines ouvert, avec de nombreuses sources ainsi qu'un cours d'eau pérenne. Ces zones sont difficilement, sinon non-accessibles avec un véhicule, mais peuvent être atteintes à quelques miles au sud-est de la route 205. Un point d'observation a été aménagé dans le refuge faunique national de Malheur.
Le BLM gère deux hardes de Kiger Mustang, en vertu du Wild and free-roaming horses and burros act de 1971. En 2013, l'État de l'Oregon comptait une population totale de chevaux sauvages gérée par le BLM estimée à près de 2 600 individus, répartis dans 17 Herd Management Area (zone de gestion de harde, HMA), et un territoire de chevaux sauvages géré conjointement avec le service forestier américain. Un recensement effectué en avril 2010 a révélé la présence de 60 Kiger Mustang dans le HMA de Riddle Mountain (~ 28 000 acres), et de 81 dans le HMA de Kiger (~ 60 000 acres) ; les estimations faites en février 2013 font état de 40 chevaux dans le HMA de Riddle Mountain et de 61 dans celui de Kiger. Les deux hardes sont activement surveillées et protégées, en raison notamment du statut prestigieux du Kiger au regard des autres Mustangs. Le rapport d'avril 2019 indique 91 chevaux à Kiger et 79 à Riddle ; l'usage du PZP (porcine zona pellucida) comme contraceptif fait par ailleurs débat quant au maintien de la diversité génétique.
Le Kiger Mustang est désormais bien connu dans toute l'Amérique du Nord, en particulier dans les régions de l'Ouest. Ces chevaux font l'objet de ventes aux enchères dans le cadre de leur gestion par le BLM. Les chevaux vendus aux enchères sont généralement ceux qui ne portent pas de robe dun, qui présentent des marques blanches, ou qui présentent un phénotype d'apparence dun mais pas le génotype. Ils sont vendus sous le nom de « Kiger » ou de « Riddle ». La demande est très forte, ce qui a motivé la création d'élevages privés, avec des sociétés d'éleveurs très actives. En 2001, seuls 26 % des chevaux du Steens Mountain Kiger Registry sont nés en liberté, les autres étant issus d'élevages en captivité. La race est désormais élevée également au Canada et en Europe : les premiers élevages allemands ont en effet vu le jour en 2011.

## Impact culturel

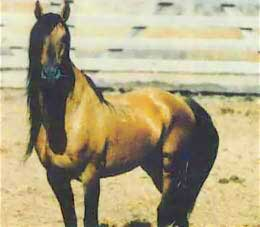
Mesteño, étalon Kiger Mustang, fondateur et modèle de la race.

Le Kiger Mustang est célèbre dans tous les États-Unis, et fait l'objet d'une attention publique considérable. La race a en effet été très médiatisée, notamment sur Discovery Channel, PBS, Horseworld, et par Mamba Production en Europe. Cette médiatisation est essentiellement le fait du BLM, qui d'après les Dr Kristen Guest et Monica Mattfeld, a « créé la race du Kiger Mustang ». Elles soulignent le lien de cette race avec le mythe américain du cheval descendant direct de ceux des conquistadores, et l'emphase mise sur ses qualités. Elles remarquent aussi un discours mettant en valeur une supériorité du Kiger sur les autres Mustangs. Cette idéalisation favorise un marketing important, basé sur une image romantique qui séduit les Américains.
Mesteño, étalon modèle et fondateur de la race, a été vu vivant pour la dernière fois en 1996, à l'âge avancé de 27 ans. Il a inspiré une série de figurines de chevaux chez Breyer, déclinée pour montrer son évolution de poulain jusqu'à l'âge adulte. C'est la première fois que Breyer a introduit une série de figurines destinées à montrer l'évolution d'un même cheval.
La renommée de cette population de Mustangs s'est nettement accrue lorsqu'un Kiger est devenu le modèle du personnage principal du film d'animation Spirit, l'étalon des plaines, sorti en 2002. Le studio américain DreamWorks Animation en a fait l'acquisition afin que son personnel ait accès à ce modèle en permanence. Ce cheval, Donner of Steens Kiger, né en 1995 de l'étalon Steens Kiger dans un ranch de l'Oregon, est devenu l'ambassadeur de la race, et a été rendu à la vie sauvage dans un sanctuaire californien à l'initiative de DreamWork, en 2003,,,. Pour cet évènement, des jeunes filles (majoritairement des pré-adolescentes) sont invitées à assister à la remise en liberté du cheval. Donner of Steens Kiger atteint l'âge de 25 ans en mai 2020. Aux yeux des novices, l'image du Mustang en général est étroitement associée à celle du personnage principal de ce film d'animation, qui a été décliné en de nombreux produits dérivés, tels qu'une figurine offerte aux clients de Burger King.